# Ordem de Ushakov
A Ordem de Ushakov (em russo: Орден Ушакова, tr. Orden Ushakova) foi uma condecoração militar da União Soviética nomeada em honra do almirante Fyodor Ushakov (1744─1817) juntamente com a Ordem de Nakhimov. A ordem foi estabelecida durante a Grande Guerra Patriótica por Decreto do Presidium do Soviete Supremo da URSS em 3 de março de 1944, simultaneamente com a Ordem de Nakhimov.

## História
A Ordem de Ushakov foi instituída por decreto do Presídio do Soviete Supremo da URSS em 3 de março de 1944, juntamente com a Ordem de Nakhimov de 1ª e 2ª classe. Criada simultaneamente com a Ordem de Nakhimov, era destinada especificamente à condecoração de oficiais da Marinha Soviética.  
Foi estabelecida a precedência da Ordem de Ushakov sobre a Ordem de Nakhimov, sendo feitas as seguintes correspondências:  
- A Ordem de Ushakov, destinada a comandantes navais, foi equiparada à Ordem de Suvorov, concedida a comandantes de forças terrestres.
- A Ordem de Nakhimov, também voltada para comandantes navais, foi equiparada à Ordem de Kutuzov, concedida a comandantes militares terrestres.

A insígnia da Ordem de Ushakov foi projetada pelo arquiteto Modest Shepilevsky.
A primeira concessão da Ordem de Ushakov de 1ª classe ocorreu em 16 de maio de 1944. Os primeiros agraciados foram o comandante da brigada de submarinos da Frota do Mar Negro, contra-almirante Pavel Boltunov, e o comandante da aviação da Frota do Mar Negro, tenente-general da aviação Vasily Ermachenkov, que mais tarde recebeu mais uma Ordem de Ushakov de 1ª classe. No entanto, a insígnia de nº 1 foi entregue ao comandante da Frota do Báltico, almirante Vladimir Tributs, condecorado por decreto de 22 de julho de 1944. O mesmo decreto também concedeu a Ordem de Ushakov de 1ª classe ao Comissário do Povo da Marinha, almirante da frota Nikolai Kuznetsov, a seu vice, almirante da frota Ivan Isakov, e ao comandante da Frota do Mar Negro, almirante Filipp Oktyabrsky.  
Durante a Segunda Guerra Mundial, 22 pessoas foram agraciadas com a Ordem de Ushakov de 1ª classe, sendo que 8 delas receberam a condecoração duas vezes: Nikolai Kuznetsov, Ivan Isakov, Filipp Oktyabrsky, Vladimir Tributs, além dos vice-comissários da Marinha, almirantes Lev Galler e Gordey Levchenko, o comandante da aviação naval, marechal da aviação Semyon Zhavoronkov, e o comandante da Frota do Norte, almirante Arseniy Golovko.  
Além disso, 10 unidades e formações da Marinha Soviética receberam a Ordem de Ushakov de 1ª classe. As primeiras foram a Brigada de Submarinos da Frota do Norte e a 9.ª Divisão de Aviação de Assalto da Aviação Naval da Frota do Báltico. Entre os agraciados também estavam a Flotilha Militar do Dnipro, a 2.ª Brigada de Submarinos da Frota do Mar Negro, a Brigada de Caça-submarinos da Frota do Mar Negro e três brigadas de lanchas torpedeiras.  
Após a guerra, a Ordem de Ushakov de 1ª classe foi concedida à Escola Superior da Marinha M. V. Frunze e a outras unidades. Tornaram-se cavaleiros de duas Ordens de Ushakov de 1ª classe, no período pós-guerra, o ex-comandante da Flotilha Militar do Danúbio, vice-almirante Georgy Kholostyakov, e os pilotos navais, coronel-general da aviação Mikhail Samokhin e o tenente-general da aviação Vasily Ermachenkov.
A Ordem de Ushakov de 2ª classe foi concedida a 14 oficiais da Frota do Norte por decreto de 10 de abril de 1944. Entre os agraciados estavam um grupo de submarinistas liderado pelo capitão de 1ª classe I. Kolyshkin, comandante de uma brigada de submarinos (mais tarde condecorada com a Ordem de Ushakov de 1ª classe), e um grupo de aviadores navais.  
A insígnia de número 1 da Ordem de Ushakov de 2ª classe foi entregue posteriormente ao contra-almirante Yuri Rall, comandante da região de defesa naval de Kronstadt. Rall era parente distante do almirante Ushakov (trineto de sua prima-avó).  
Uma grande quantidade de oficiais da Frota do Mar Negro recebeu a Ordem de Ushakov de 2ª classe por decreto de 16 de maio de 1944, em reconhecimento pela libertação da Crimeia.  
Os primeiros condecorados com a Ordem de Ushakov de 2ª classe foram:  
- Na Frota do Norte: Capitão de 1ª classe I. A. Kolyshkin (10 de abril de 1944);
- Na Frota do Mar Negro: Capitão-tenente A. A. Glukhov (20 de abril de 1944);
- Na Frota do Báltico: Capitão de 2º escalão M. A. Belush (26 de junho de 1944).

A última entrega da Ordem de Ushakov ocorreu em 1968, quando a Academia Naval (atualmente nomeada em homenagem ao Almirante da Frota da União Soviética N. G. Kuznetsov) foi condecorada com a 1ª classe da ordem.  
No total, a Ordem de Ushakov de 1ª classe foi concedida 47 vezes, incluindo 11 casos de condecoração dupla. Já a Ordem de Ushakov de 2ª classe foi entregue 194 vezes, sendo atribuída a 12 unidades e formações navais.  
A ordem foi mantida no sistema de condecorações do Estado da Federação Russa pelo Decreto do Soviete Supremo da Rússia de 20 de março de 1992, nº 2557-I. No entanto, inicialmente não possuía um estatuto oficial nem uma descrição formal. O estatuto e a descrição da Ordem de Ushakov na Federação Russa foram estabelecidos pelo Decreto Presidencial nº 1099, de 7 de setembro de 2010, "Sobre Medidas para o Aperfeiçoamento do Sistema de Condecorações do Estado da Federação Russa".

## Premiados

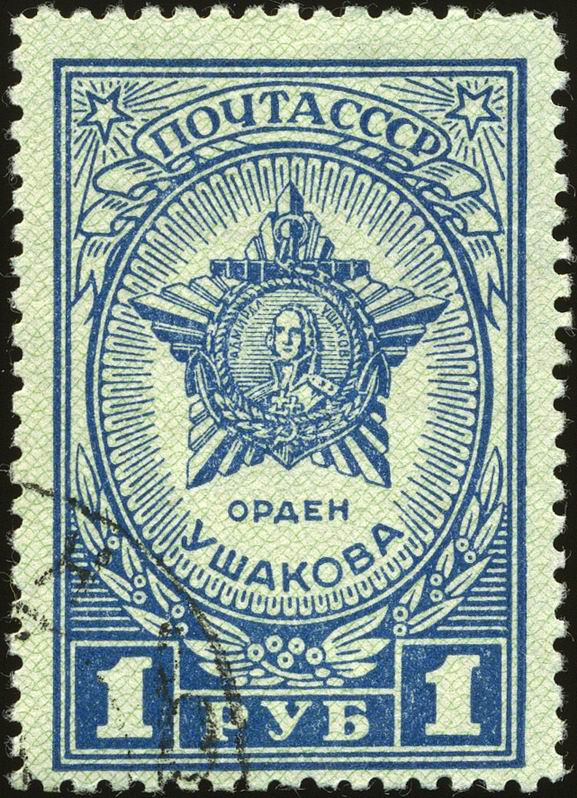
Selo da URSS de 1945

Os cavaleiros que receberam duas Ordens de Ushakov de 1ª classe totalizam 11 pessoas (22 condecorações no total):
1. Almirante da Frota da União Soviética Nikolai Kuznetsov
2. Almirante da Frota da União Soviética Ivan Isakov
3. Marechal da Aviação Semyon Zhavoronkov
4. Almirante Lev Haller
5. Almirante Arseniy Golovko
6. Almirante Gordey Levchenko
7. Almirante Filipp Oktyabrsky
8. Almirante Vladimir Tributs (incluindo a Ordem nº 1)
9. Coronel-General da Aviação Mikhail Samokhin
10. Coronel-General da Aviação Vasily Ermachenkov
11. Vice-Almirante Georgy Kholostyakov

Condecorados com uma Ordem de Ushakov de 1ª classe – 15 pessoas:
1. Almirante da Frota da União Soviética Sergei Gorshkov
2. Almirante Pavel Abankin
3. Almirante Vladimir Andreev
4. Almirante Vladimir Alafuzov
5. Almirante Nikolai Vinogradov
6. Almirante Semyon Zakharov
7. Almirante Stepan Kucherov
8. Almirante Nikolai Kharlamov
9. Coronel-General do Serviço Costeiro Sergei Vorobyov
10. Coronel-General do Serviço Costeiro Ivan Rogov
11. Vice-almirante Vissarion Grigoriev
12. Vice-Almirante Alexander Frolov
13. Tenente-General da Aviação Pyotr Lemeshko
14. Contra-almirante Pavel Boltunov
15. Almirante Sir Bertram Home Ramsay (Marinha Real).

Portadores completos das duas classes da Ordem de Ushakov:  
1. Almirante da Frota da União Soviética Sergei Gorshkov
2. Vice-almirante Vissarion Grigoriev

Unidades e instituições da Marinha condecoradas com a Ordem de Ushakov de 1ª Classe (10 premiações):
1. Brigada de submarinos da Frota do Norte
2. Brigada de barcos torpedeiros da Frota do Norte (recebeu o título honorífico "Pechengskaia")
3. Brigada de caça-submarinos da Frota do Norte (recebeu o título honorífico "Kirkenesskaia")
4. 9.ª Divisão de Aviação de Assalto Ropshinskaia da Força Aérea da Frota do Báltico
5. Flotilha do Dnipro
6. 2.ª Brigada de Submarinos de Constança da Frota do Mar Negro
7. 1.ª Brigada de Dragagem da Frota do Mar Negro
8. Brigada de Navios Fluviais Zee-Bureiskaia da Flotilha Vermelha do Amur (recebeu o título honorífico "4ª Amurskaia")
9. Escola Superior Naval M. V. Frunze (1951)
10. Academia Naval da Ordem de Lênin (1968)

No total, foram condecorados com a Ordem de Ushakov de 1ª Classe:  
- Almirantes da Frota da União Soviética – 3
- Marechal da Aviação – 1
- Almirantes – 12
- Coronéis-generais – 4
- Vice-almirantes – 4
- Tenente-general – 1
- Contra-almirante – 1
- Almirante da Marinha Real Britânica – 1
- Unidades da Marinha – 8
- Instituições de ensino naval – 2

## Estatuto
A Ordem de Ushakov era concedida a oficiais da Marinha Soviética por seus excepcionais sucessos na elaboração, execução e suporte de operações navais ativas, resultando na vitória contra um inimigo numericamente superior durante os combates pela pátria.  
A condecoração era concedida por decreto do Presidium do Soviete Supremo da URSS e possuía duas classes: 1ª e 2ª classe, sendo a 1ª classe a mais alta distinção.  

#### Critérios para a concessão da Ordem de Ushakov de 1ª Classe:
Oficiais da Marinha Soviética eram condecorados por:  
- Excelente organização e execução de operações contra o inimigo no mar e em sua costa, resultando no sucesso da destruição das forças navais inimigas ou de suas bases e fortificações costeiras, através de ataques surpresa e decisivos, com total coordenação entre todas as forças navais;
- Liderança excepcional em operações navais contra as linhas de comunicação do inimigo, causando a destruição de um grande número de seus navios de guerra e transportes;
- Iniciativa e determinação no comando de operações ou batalhas, garantindo a derrota de forças inimigas numericamente superiores, enquanto mantinha a capacidade de combate das próprias forças e cumpria integralmente a missão designada;
- Organização habilidosa e sigilosa de uma grande operação anfíbia, garantindo que as tropas desembarcadas cumprissem sua missão principal no litoral inimigo com perdas mínimas.

#### Critérios para a concessão da Ordem de Ushakov de 2ª Classe:
A 2ª Classe da Ordem era concedida por:  
- Excelente liderança e atuação bem-sucedida em batalhas navais contra um inimigo numericamente superior, resultando na destruição significativa de suas forças;
- Ataques habilidosos, velozes e ousados contra bases e alvos costeiros inimigos, levando à destruição de grandes contingentes e equipamentos do adversário;
- Ações audaciosas contra as linhas de comunicação do inimigo, culminando na destruição de navios e transportes valiosos, apesar da forte escolta e superioridade numérica inimiga na batalha;
- Organização exemplar e liderança de unidades da frota participantes de uma grande operação anfíbia, ou pela execução bem-sucedida de um desembarque tático;
- Cumprimento bem-sucedido de missões de combate, demonstrando coordenação eficiente entre todas as forças e recursos navais, levando à destruição de uma parcela significativa das forças inimigas;
- Excelente planejamento e execução do suporte operacional, resultando em importantes vitórias militares.

A Ordem de Ushakov de 1ª e 2ª Classe era usada no lado direito do peito, após a Ordem de Suvorov da respectiva classe.

## Descrição
O distintivo da Ordem de Ushakov consiste em três partes. A primeira e principal parte é uma estrela de cinco pontas feita de platina. A segunda parte é uma âncora de prata com corrente, fixada na estrela de platina por quatro rebites. A terceira parte é um medalhão redondo de ouro, com um baixo relevo de Ushakov, coberto por esmalte azul. O medalhão é preso à âncora de prata com dois rebites. A quarta parte pode ser considerada a porca de aperto redonda, com 33 mm de diâmetro.
No reverso, a estrela de platina possui um orifício redondo. Através desse orifício, é possível ver a superfície interna da parte de prata (âncora com corrente). O orifício na estrela de platina não é contínuo. Três ponteiros de platina (localizados às 12, 4 e 8 horas no mostrador) se encontram no centro do orifício, ao redor de um pino roscado de prata, dividindo o orifício em três segmentos iguais.
No reverso, há seis rebites. Na borda do orifício redondo na estrela de platina, estão quatro rebites que mantêm a imagem de prata da âncora com corrente. Esses rebites estão localizados nas posições de 12, 3, 6 e 9 horas no mostrador. Outros dois rebites (que seguram o medalhão central de ouro) estão dentro do círculo central. O primeiro está diretamente acima do pino roscado, na parte superior do ponteiro de platina (às 12 horas). O segundo está abaixo do pino roscado e pode ser visto na parte de prata através do segmento inferior do orifício no círculo central (às 6 horas).
O carimbo "MINT" no reverso é feito com letras estampadas em uma linha e está localizado horizontalmente na base do ponteiro superior da estrela de platina (entre a borda do orifício central e o rebite superior às 12 horas). O número do distintivo é gravado manualmente no reverso com um punção e está posicionado na ponta inferior direita da estrela de platina, na diagonal de baixo para cima (às 5 horas).
O menor número conhecido da ordem é 3, e o maior é 29.
A Ordem de Ushakov de segunda classe é praticamente idêntica à de primeira classe em termos de tamanho, construção e design, mas difere no material utilizado. A estrela de cinco pontas é feita de ouro. O medalhão central, assim como a âncora com corrente, são feitos de prata. O esmalte no círculo central é de cor azul. Ao contrário da Ordem de primeira classe, o pequeno martelo e foice abaixo do baixo relevo de Ushakov não possuem os ramos de louro e carvalho nas laterais. O carimbo da casa da moeda e o número de série no reverso são colocados e feitos de maneira semelhante à Ordem de primeira classe.
Dependendo da disposição dos rebites no reverso, podem ser identificados dois tipos diferentes da Ordem de Ushakov de segunda classe. O menor número conhecido para ambos os tipos da Ordem de Ushakov de segunda classe é 4, e o maior é 485
| 1ª classe | 2ª classe |
| --------- | --------- |
|           |           |

## Ordem na Federação Russa
A ordem foi mantida no sistema de premiações do Estado da Federação Russa com base na Resolução do Soviete Supremo da Federação Russa de 20 de março de 1992, nº 2557-I, embora sem um estatuto aprovado e uma descrição oficial.
O estatuto e a descrição da ordem, em vigor na Federação Russa, foram aprovados pelo Decreto do Presidente da Federação Russa de 7 de setembro de 2010, nº 1099, "Sobre medidas para aprimorar o sistema de premiação do Estado da Federação Russa".